# Irina Shilova
Irina Olegovna Shilova (Hrodna, 23 de setembro de 1967) é uma ex-atiradora bielorrussa que conquistou o ouro nos Jogos Olímpicos de Verão de 1988 em Seul, representando a União Soviética. Ela ainda competiu nos Jogos de Barcelona 1992 representando a Equipe Unificada e de Atlanta 1996 representando a Bielorrússia.